# Adhemarius dentoni
Adhemarius dentoni is een vlinder uit de familie van de pijlstaarten (Sphingidae). De wetenschappelijke naam van de soort werd in 1916 gepubliceerd door Benjamin Preston Clark.